# Den Haag Raiders
De Den Haag Raiders is een American footballteam uit Den Haag. Het team is oorspronkelijk opgericht onder de naam '' Raiders 99 ''. Naast regulier American Football, nemen de Den Haag Raiders ook deel aan tackle en flag football. Tevens hebben de Den Haag Raiders ook een jeugd en damesafdeling.
Ze komen uit in de eerste divisie A, dat georganiseerd wordt door de American Football Bond Nederland. In de historie heeft het team 6 keer meegedaan aan de Tulip Bowl.

## Resultaten
- Tulip Bowl titels: 3
  - 1986, 1992 en 1994

Almere Flevo Phantoms · Alphen Eagles · Amersfoort Untouchables · Amsterdam Panthers · Delft Dragons · Den Haag Raiders · Groningen Giants · Lelystad Commanders · Nijmegen Pirates · Utrecht Dominators